# رون ليستير
رون ليستير (بالإنجليزية: Ron Lester)‏ هو ممثل أمريكي، ولد في 4 أغسطس 1970 في الولايات المتحدة، وتوفي بنفس المكان في 17 يونيو 2016.

## وصلات خارجية
- رون ليستير على موقع IMDb (الإنجليزية)
- رون ليستير على موقع ألو سيني (الفرنسية)
- رون ليستير على موقع أول موفي (الإنجليزية)
- رون ليستير على موقع قاعدة بيانات الأفلام السويدية (السويدية)
- رون ليستير على موقع قاعدة بيانات الفيلم (الإنجليزية)
- رون ليستير على موقع كينوبويسك (الروسية)